# Gerhard Hurte
Gerhard Hurte (* 19. August 1906 in Emstal; † 6. Oktober 1976 in Eutin) war ein deutscher Maler, Glasmaler und Restaurator.

## Leben
Hurte studierte nach seiner Tischlergesellenprüfung neun Jahre an der Kunstakademie Berlin-Charlottenburg mit den Schwerpunkten Wand- und Glasmalerei, Architektur, Farben- und Maltechnik. Nach Abschluss seines Studiums heiratete er 1934 in Dresden Dorothea Simmang. In der Nachkriegszeit lebte die Familie im Erzgebirge vom Verkauf der Webkunst Dorothea Hurtes. 1946 war Hurte auf der Ausstellung „Heimat + Arbeit“ in Dippoldiswalde vertreten. 
Am 12. August 1961 verließ die Familie die DDR und lebte von dort an in Eutin. Am 15. November 1961 wurde Hurte aus dem Verband Bildender Künstler der DDR ausgeschlossen. 

## Wirken
Hurtes erste künstlerische Schaffensperiode dauerte von 1951 bis 1961. In dieser Zeit entstanden zahlreiche Mosaike für Säulen, Wände und Brunnen in Dresden, Zwickau und Berlin. Beruflich war Hurte als Mitarbeiter im Landesamt für Denkmalpflege in Dresden tätig und vorwiegend mit Restaurierungen in Kirchen und historischen Gebäuden in Sachsen beauftragt. Darüber hinaus konzipierte er Entwürfe für Paramente und Teppiche, die seine Frau verwirklichte. Nach der Übersiedelung nach Eutin begann eine neue Arbeitsphase mit Restaurierungen, Kunst am Bau und Keramiken.
Zu seinen Werken zählen Wandfriese in verschiedenen Schulen Kiels und Arbeiten in Plön, Fleckeby, Ratekau, Eutin und Seeretz. Darüber hinaus schuf er Aquarelle und Zeichnungen in Rötel, Feder und Kohle.
Sein letzter größere Auftrag vor seinem Tod 1976 bestand in der Restaurierung der Katharinenkirche (Lübeck).

## Werke (Auswahl)
- Sechs Kirchenfenster, Lutherkirche in Kiel
- Krokodilbrunnen (1963), Tierpark Berlin